# 1926 în film
- 1925 în cinematografie — 1926 în cinematografie — 1927 în cinematografie

## Premiere
- 3 Bad Men, regizat de John Ford
- Aventurile prințului Achmed, regizat de Lotte Reiniger - (Germania)
- Aloma of the South Seas, regizat de Maurice Tourneur, cu Gilda Gray & William Powell
- Bardelys the Magnificent, regizat de King Vidor, cu John Gilbert și Eleanor Boardman
- The Bat, regizat de Roland West
- Battling Butler, regizat de and cu Buster Keaton
- Beau Geste, regizat de Herbert Brenon, cu Ronald Colman și Alice Joyce
- The Bells, regizat de James Young, cu Lionel Barrymore și Boris Karloff
- Beverly of Graustark, regizat de Sidney Franklin, cu Marion Davies și Antonio Moreno
- The Black Pirate, regizat de Albert Parker, cu Douglas Fairbanks și Billie Dove
- La Bohème, regizat de King Vidor, cu Lillian Gish, John Gilbert și Renée Adorée
- Brown of Harvard regizat de Jack Conway, cu William Haines, Jack Pickford și Mary Brian
- Brudeferden i Hardanger (The bridal procession in Hardanger) - (Norvegia)
- Cab No. 13 (Einspanner Nr 13), regizat de Michael Curtiz - (Germania)
- Cruise of the Jasper B, cu Rod La Rocque, Mildred Harris și Snitz Edwards
- Dangerous Traffic, regizat de Bennett Cohen, cu Ralph Bushman, Mildred Harris și Jack Perrin
- The Devil's Circus, cu Norma Shearer
- The Devil's Wheel (Chyortovo koleso) - (Uniunea Sovietică)
- Don Juan, regizat de Alan Crosland, cu John Barrymore
- Falešná kočička aneb Když si žena umíní (Fake Woman or When He is a She) - (Cehoslovacia)
- Faust, regizat de F. W. Murnau, cu Gösta Ekman și Emil Jannings - (Germania)
- Flesh and the Devil, regizat de Clarence Brown, cu John Gilbert și Greta Garbo
- Fool's Luck, regizat de Fatty Arbukle, cu Lupino Lane și George Davis
- For Heaven's Sake, regizat de Sam Taylor, cu Harold Lloyd și Jobyna Ralston
- The General, cu Buster Keaton
- The Golden Butterfly (Der goldene Schmetterling), regizat de Michael Curtiz, cu Lili Damita și Nils Asther - (Germania)
- The Great Gatsby, regizat de George Cukor, cu Warner Baxter și Lois Wilson
- The Great K & A Train Robbery, cu Tom Mix
- Hands Up!
- The Holy Mountain (Der heilige Berg), cu Leni Riefenstahl - (Germania)
- Irene, cu  Colleen Moore. In color sequence by Technicolor.
- The Johnstown Flood, cu George O'Brien și Janet Gaynor
- Kid Boots, cu Eddie Cantor și Clara Bow
- The Last Days of Pompeii (Gli ultimi giorni di Pompei) - (Italia)
- Love's Berries (Yagodka lyubvi) - (Uniunea Sovietică)
- Madame Mystery, regizat de Richard Wallace și Stan Laurel, cu Theda Bara
- The Magician, regizat de Rex Ingram cu Alice Terry
- Manon Lescaut, UFA production; regizat de Arthur Robison cu Lya De Putti - (Germania)
- Mare Nostrum, regizat de Rex Ingram, cu Antonio Moreno și Alice Terry
- Miss Mend, regizat de Fyodor Otsep, cu Boris Barnet - (Uniunea Sovietică)
- Mother, regizat de Vsevolod Pudovkin - (Uniunea Sovietică)
- My Stars, regizat de Fatty Arbuckle
- Nana regizat de Jean Renoir - (Franța)
- Nell Gwyn regizat de Herbert Wilcox; cu Dorothy Gish, Randle Ayrton - (Marea Britanie)
- Nelson, cu Cedric Hardwicke - (Marea Britanie)
- Old Ironsides regizat de James Cruze; cu Esther Ralston
- The Overcoat (Shinel) - (Uniunea Sovietică)
- A Page of Madness (Kurutta Ippēji) - (Japonia)
- Rien que les heures (Nothing but Time), regizat de Alberto Cavalcanti - (Franța)
- The Scarlet Letter, cu Lillian Gish și Lars Hanson
- The Sea Beast, cu John Barrymore, Dolores Costello și George O'Hara
- The Show Off, regizat de Mal St. Clair; cu Ford Sterling, Lois Wilson și Louise Brooks
- The Son of the Sheik, cu Rudolph Valentino și Vilma Bánky
- So's Your Old Man, cu W. C. Fields
- The Sorrows of Satan, cu Adolphe Menjou
- Sparrows, regizat de William Beaudine, cu Mary Pickford
- The Strong Man, cu Harry Langdon
- The Student of Prague, cu Conrad Veidt, Werner Krauss,  Agnes Esterhazy și Fritz Alberti - (Germania)
- Tartuffe, regizat de F. W. Murnau, cu Emil Jannings - (Germania)
- The Temptress, cu Greta Garbo și Antonio Moreno
- The Three Million Trial - (Uniunea Sovietică)
- Torrent, cu Ricardo Cortez și Greta Garbo
- Tramp, Tramp, Tramp, cu Harry Langdon și Joan Crawford
- A Trip to Chinatown, cu Margaret Livingston și Earle Foxe
- The Triumph of the Rat, regizat de Graham Cutts, cu Ivor Novello și Isabel Jeans - (Marea Britanie)
- The Volga Boatman, regizat de Cecil B. DeMille; cu William Boyd
- What Price Glory?, cu Edmund Lowe, Victor McLaglen și Dolores del Río
- The Winning of Barbara Worth, cu Ronald Colman, Vilma Bánky și Gary Cooper
- A Woman of the Sea, regizat de Josef von Sternberg; cu Edna Purviance

## Serii de filme de comedie
- Charlie Chaplin (1914–1940)
- Buster Keaton (1917–1944)
- Our Gang (1922–1944)
- Stan și Bran (1921–1943)
- Harry Langdon (1924–1936)

## Serii de animații scurte
- Felix the Cat (1919–1936)
- Koko the Clown (1919–1934)
- Alice Comedies
  - Alice on the Farm
  - Alice's Balloon Race
  - Alice's Orphan
  - Alice's Little Parade
  - Alice's Mysterious Mystery
  - Alice Charms the Fish
  - Alice's Monkey Business
  - Alice in the Wooly West
  - Alice the Fire Fighter
  - Alice Cuts the Ice
  - Alice Helps the Romance
  - Alice's Spanish Guitar
  - Alice's Brown Derby
  - Alice the Lumber Jack
- Koko's Song Car Tunes (1924–1927)
- Krazy Kat (1925–1940)
- Un-Natural History (1925–1927)
- Pete the Pup (1926–1927)

## Filmele cu cele mai mari încasări (SUA)

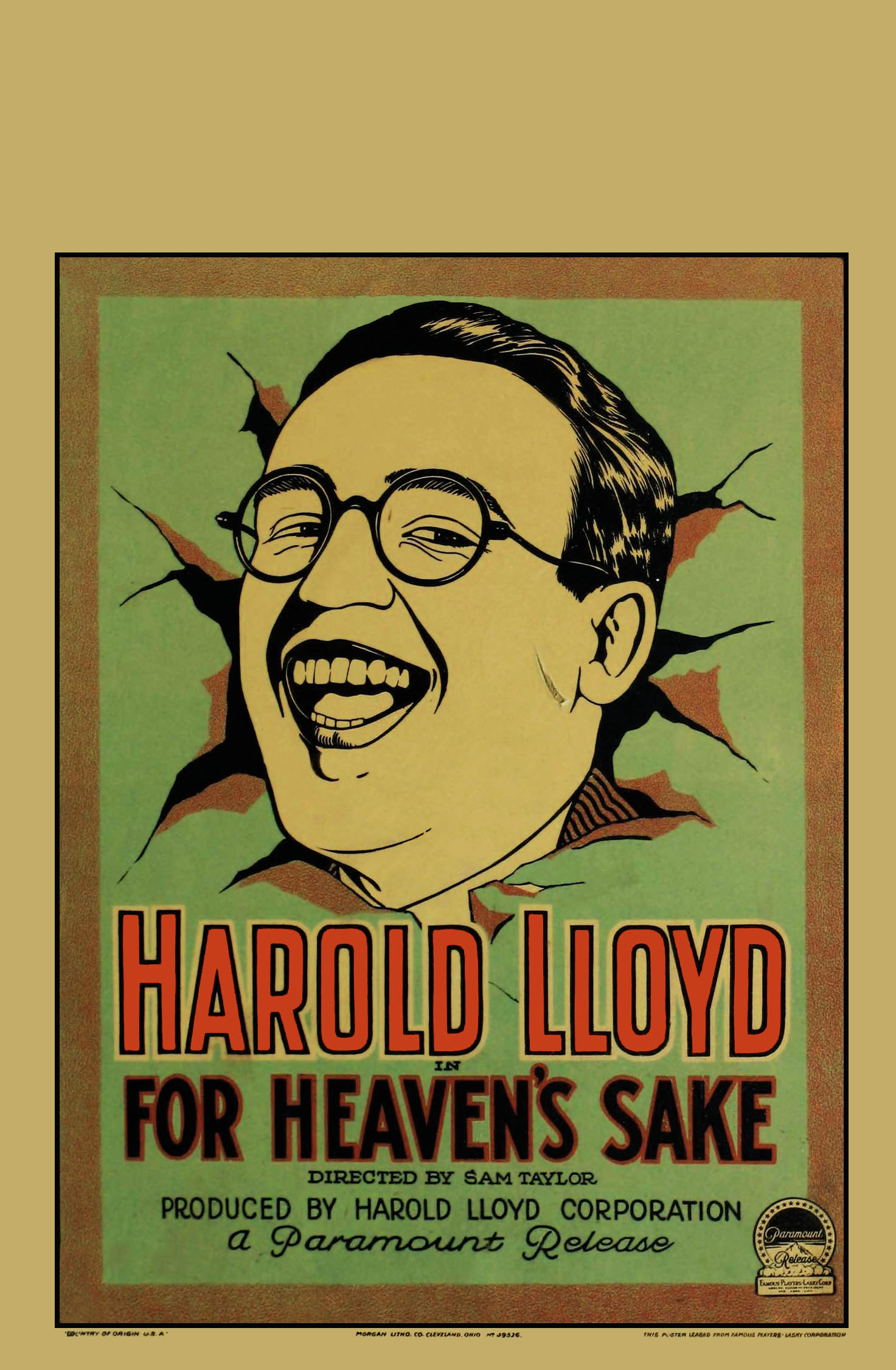
For Heaven's Sake

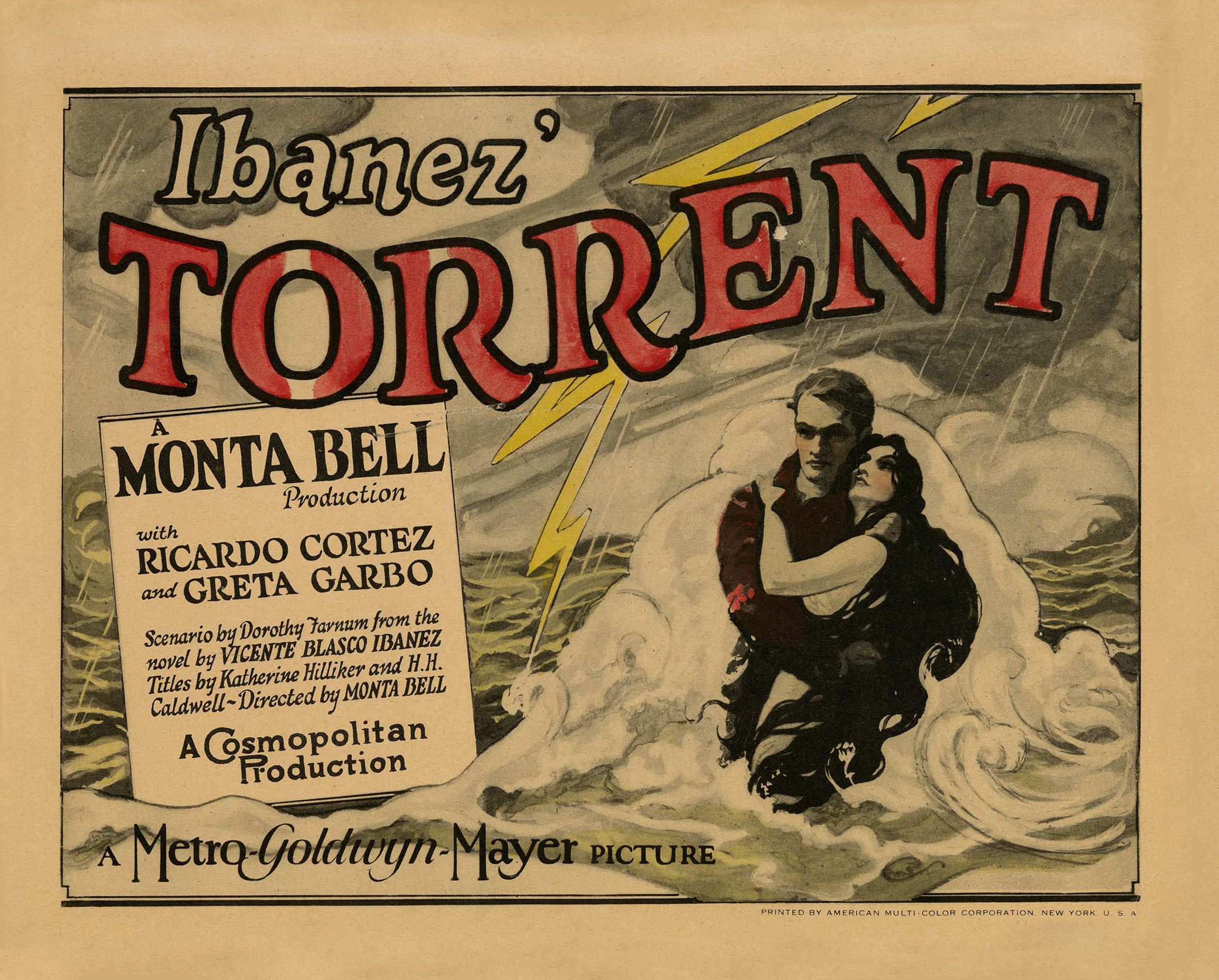
The Torrent

| Rank | Title                         | Gross      |
| ---- | ----------------------------- | ---------- |
| 1.   | Aloma of the South Seas       | $3,000,000 |
| 2.   | What Price Glory?             | $700,000   |
| 3.   | The Great K & A Train Robbery |            |
| 4.   | Beau Geste                    |            |
| 5.   | Flesh and the Devil           | $1,261,00  |
| 6.   | Sparrows                      |            |
| 7.   | For Heaven's Sake             |            |
| 8.   | My Yankee Senor               |            |
| 9.   | Don Juan                      |            |
| 10.  | The Sea Beast                 |            |
| 11.  | La Bohème                     |            |
| 12.  | The Temptress                 |            |
| 13.  | Torrent                       |            |

## Nașteri

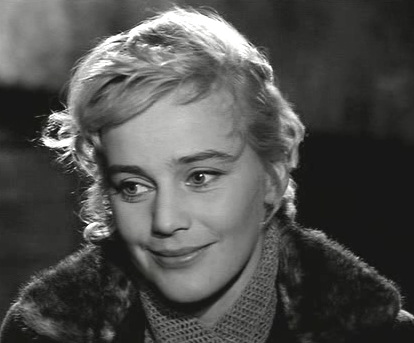
Maria Schell în Le notti bianche (1957)

- 5 ianuarie - Maria Schell, actriță (d. 2005)
- 14 ianuarie - Tom Tryon, actor, romancier (d. 1991)
- 17 ianuarie - Moira Shearer, actriță, dansatoare (d. 2006)
- 19 ianuarie - Fritz Weaver, actor
- 20 ianuarie - Patricia Neal, actriță (d. 2010)
- 11 februarie - Leslie Nielsen, actor, comic (d. 2010)
- 16 februarie - John Schlesinger, regizor (d. 2003)
- 20 februarie - Gillian Lynne, dansatoare, actriță, coregrafă
- 6 martie - Andrzej Wajda, regizor
- 16 martie - Jerry Lewis, actor
- 7 aprilie- Prem Nazir, actor indian (d. 1989)
- 12 aprilie- Jane Withers, actriță
- 14 aprilie- Gloria Jean, actriță, cântăreață
- 22 aprilie- Charlotte Rae, actriță
- 30 aprilie- Cloris Leachman, actriță
- 8 mai - Don Rickles, comic și actor
- 11 mai - Frank Thring, actor australian (d. 1994)
- 1 iunie
  - Andy Griffith, actor (d. 2012)
  - Marilyn Monroe, actriță (d. 1962)
- ' 28 iunie- Mel Brooks,  regizor, actor, scenarist și producător de film
- 10 iulie- Carleton Carpenter, actor, magician, autor, compozitor
- 14 iulie - Harry Dean Stanton, actor
- 21 iulie - Norman Jewison, regizor
- 22 iulie - Bryan Forbes, regizor(d. 2013)
- 7 august - Stan Freberg,  actor de voce, autor, personalitate de radio, comic
- 29 august - Betty Lynn, actriță
- 17 octombrie 
  - Beverly Garland, actriță (d. 2008)
  - Julie Adams, actriță
- 18 octombrie - Klaus Kinski, actor (d. 1991)
- 30 noiembrie - Richard Crenna, actor (d. 2003)

## Decese
- 30 ianuarie - Barbara La Marr, actriță (n. 1896)
- 6 februarie - Carrie Clark Ward, actriță (n. 1862)
- 20 aprilie - Billy Quirk, actor (n. 1873)
- 2 martie - Victory Bateman, actriță (n. 1865)
- 22 iulie - Willard Louis, actor (n. 1882)
- August 22 - Joe Moore, actor, fratele lui Mary, Matt, Owen & Tom Moore
- 23 august - Rudolph Valentino, actor italian (n. 1895)
- 30 august - Eddie Lyons, actor american (n. 1886)
- 11 septembrie - Matsunosuke Onoe, actor (n. 1875)
- 31 octombrie - Harry Houdini, magician & actor (n. 1874)
- 7 noiembrie - Tom Forman, actor de filme mute & regizor (n. 1893)
- 8 noiembrie - James K Hackett, actor de filme mute & de teatru (n. 1869)
- 17 noiembrie - Harold Vosburgh, actor de filme mute (n. 1870)